# Lantan
Lantan ist eine französische Gemeinde mit 95 Einwohnern (Stand: 1. Januar 2022) im Département Cher in der Region Centre-Val de Loire; sie gehört zum Arrondissement Saint-Amand-Montrond und zum Kanton Dun-sur-Auron. 

## Geografie
Lantan liegt etwa 28 Kilometer südöstlich von Bourges. Umgeben wird Lantan von den Nachbargemeinden Osmery im Norden, Blet im Osten, Chalivoy-Milon im Süden und Südosten sowie Bussy im Westen.

## Bevölkerungsentwicklung
| Jahr                      | 1962 | 1968 | 1975 | 1982 | 1990 | 1999 | 2006 | 2013 |
| Einwohner                 | 207  | 218  | 183  | 140  | 94   | 107  | 106  | 104  |
| Quelle: Cassini und INSEE |      |      |      |      |      |      |      |      |

## Sehenswürdigkeiten
- Kirche Saint-Paul aus dem 12. Jahrhundert, seit 1971 Monument historique
- Schloss La Chaume aus dem 17. Jahrhundert

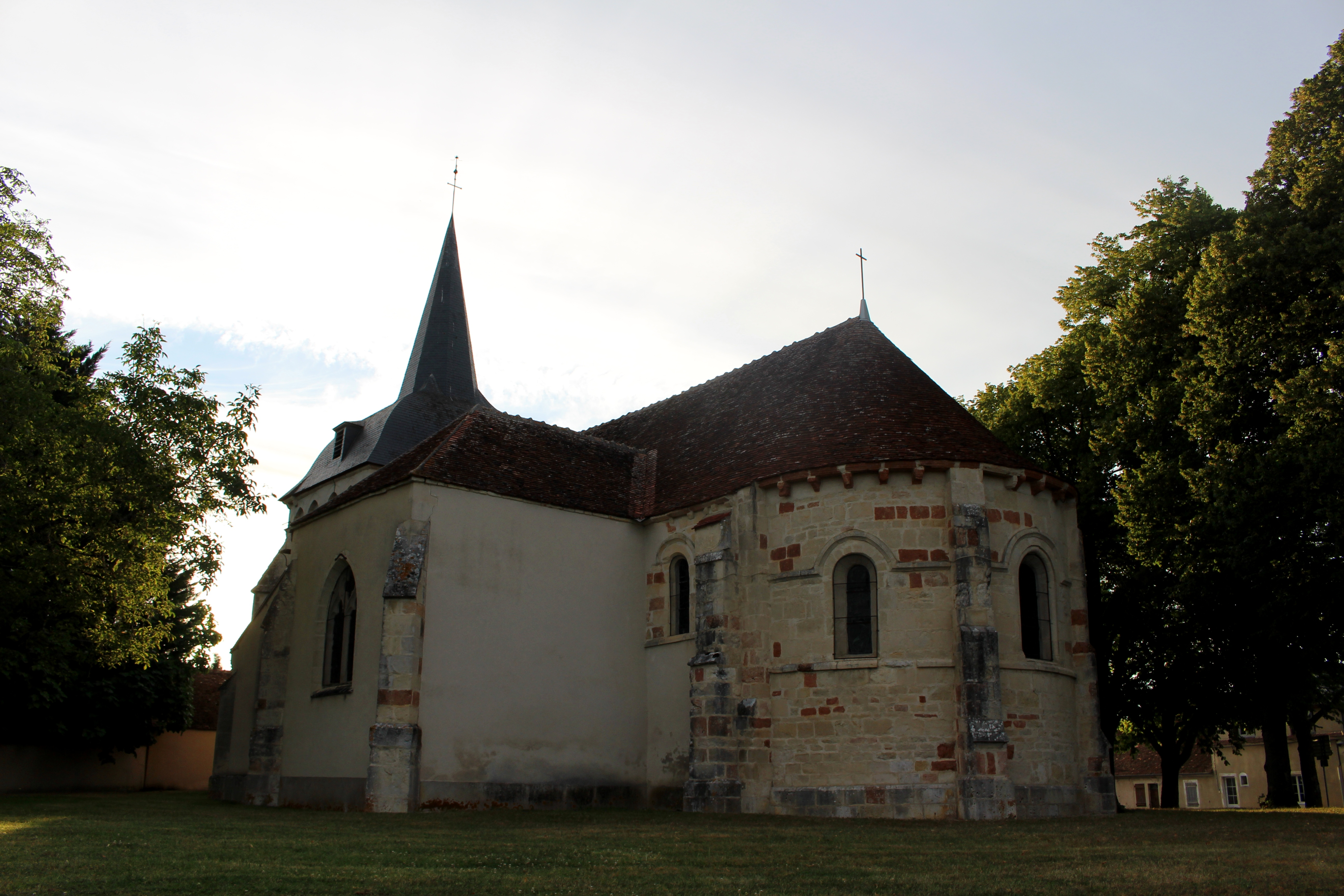
Kirche Saint-Paul
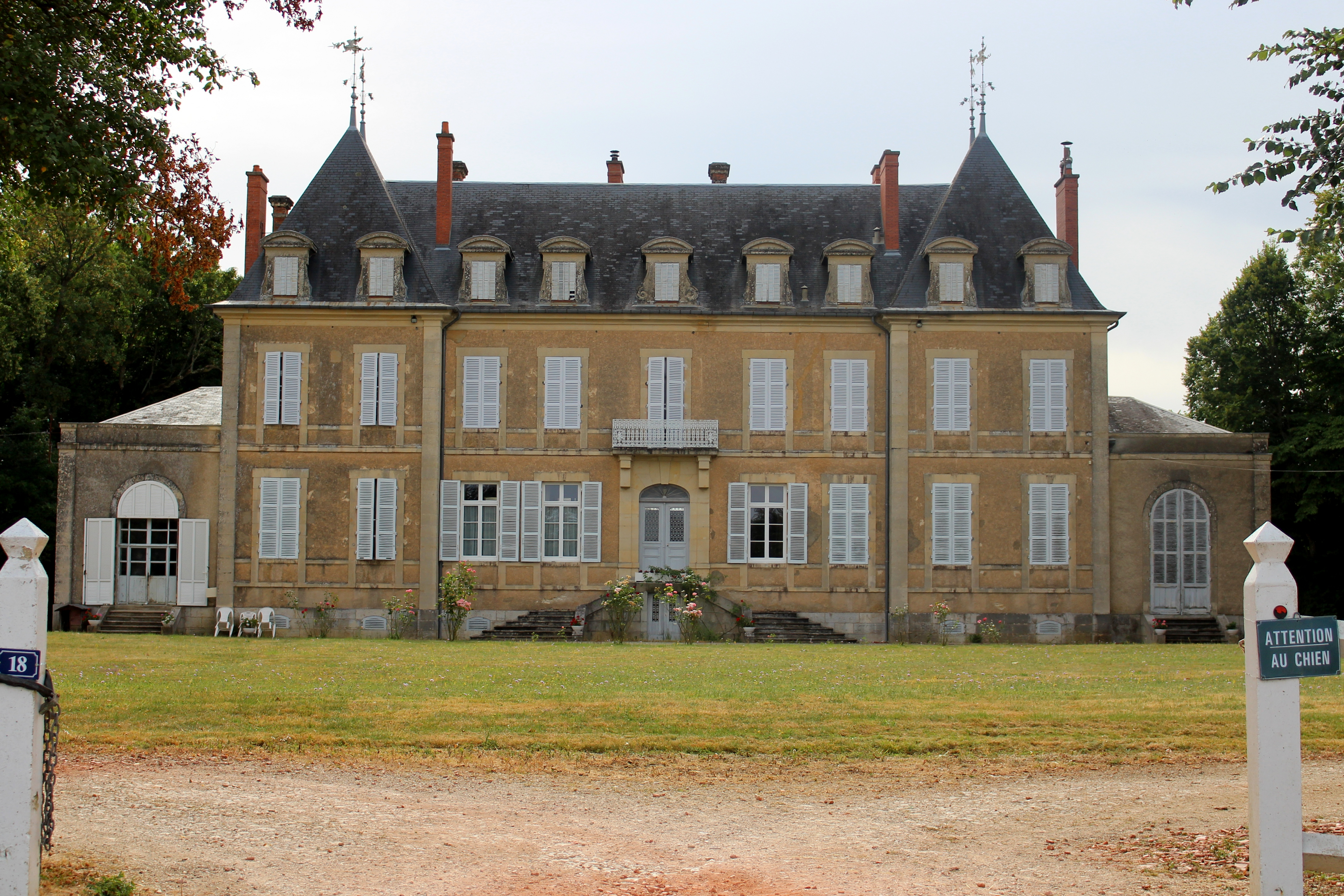
Schloss La Chaume